# Limotettix salinus
Limotettix salinus är en insektsart som beskrevs av Alexander Fyodorovich Emeljanov 1966. Limotettix salinus ingår i släktet Limotettix och familjen dvärgstritar. Inga underarter finns listade i Catalogue of Life.